# Motion
Motion è un'applicazione sviluppata dalla Apple Inc. per il sistema operativo macOS. Il programma viene utilizzato per modificare filmati e per creare effetti speciali. È inoltre possibile effettuare operazioni di post processing sulle animazioni. Il programma si integra con Final Cut Pro e può essere utilizzato anche in congiunzione con DVD Studio Pro per creare la grafica da inserire nei menu dei video DVD.

## Storia
Motion è stato presentato e pubblicato il 19 aprile 2004. Un anno dopo, all'evento pre-NAB, Apple ha pubblicato la seconda versione del software, insieme alle altre applicazioni "Pro", ottimizzate per il Power Mac G5 e Mac OS X Tiger.
Nel gennaio del 2006, Apple ha smesso di vendere Motion come un prodotto singolo. Esso infatti, dal 15 aprile 2007, con la terza versione, era incluso nella suite di Final Cut Studio 2.
Motion 5 è stato presentato il 21 giugno 2011. Era disponibile attraverso l'App Store al prezzo ridotto di 49,99 euro.
La versione 5.2 è stata pubblicata il 13 aprile 2015. Le nuove funzionalità introdotte sono i titoli in 3D con la luminosità, 12 nuovi Generators e vari miglioramenti sulle prestazioni.